# 基斯·藍斯
基斯杜化·利萊·"基斯"·藍斯（英語：Christopher Leroy "Chris" Ramsey，1962年4月28日—）是一名英格蘭前足球員，出身家鄉球隊，場上司職後衛，主要擔任右閘，曾分別效力、和國外的納沙爾雄獅（Naxxar Lions）及可可博览会（Cocoa Expos）等球隊。退役後轉任教練，初時任教青訓學院，再升任一隊教練。其後追隨哈里·雷德克纳普轉投昆士柏流浪，於2015年2月老帥離任後暫代職務；在球隊降班英冠後於2015年5月獲委正職。藍斯的綽號「蘭保」（Rambo）。

## 榮譽

### 球員
白禮頓
- 英格蘭足總盃
  - 亞軍：1983年；

史雲頓
- 英格蘭丁組聯賽
  - 冠軍：1985/86年；
- 英格蘭丙組聯賽
  - 附加賽冠軍：1986/87年；

## 外部連結
- Chris Ramsey player profile （页面存档备份，存于） at http://www.swindon-town-fc.co.uk/（页面存档备份，存于）
- Chris Ramsey player profile（页面存档备份，存于） at http://www.neilbrown.newcastlefans.com/（页面存档备份，存于）
- 足球資料庫：基斯·藍斯的領隊統計數據